# Gabriele Gori
Gabriele Gori (Viareggio, 10 de outubro de 1987) é um futebolista italiano de futebol de areia.
É um dos maiores artilheiros do mundo em atividade e de todos os tempos no esporte, tendo marcado mais de 700 gols até 2020.
Gori detem duas artilharias em Copa do Mundo nas edições de 2017 (17 gols) e 2019 (16 gols) sendo também o maior artilheiro da história do futebol italiano e seleção italiana.
Pela seleção foi vice-campeão em 2019, perdendo a final para Portugal de 6 a 4.